# Como Calcio 1983-1984
Questa voce raccoglie le informazioni riguardanti il Como Calcio nelle competizioni ufficiali della stagione 1983-1984.

## Stagione agonistica
Dopo tre anni di gestione Mario Beretta, la società lariana viene ceduta all'imprenditore canturino Benito Gattei, il quale si pone da subito l'obiettivo di riportare la squadra in massima serie, dopo una stagione deludente conclusasi con gli sfortunati spareggi di Roma con Cremonese e Catania (quest'ultima vincitrice e promossa in massima categoria).
Riconfermato Tarcisio Burgnich in panchina, vengono ceduti Silvano Fontolan (al Verona), Roberto Galia (alla Sampdoria), Roberto Soldà (all'Atalanta) e Renzo Gobbo (al Catanzaro), mentre furono acquistati Massimo Albiero (dall'Avellino), Enrico Annoni (dal Seregno), Bruno (Dal Lecce), Sclosa e Gibellini (dal Bologna), e Enrico Todesco (dal Pisa).

Il tecnico Tarcisio Burgnich

Gli azzurri partirono in sordina e solo dall'undicesima giornata cominciarono a mietere risultati: il 20 novembre 1983 vinse col Cagliari portandosi a –1 dal Campobasso sorprendete capolista; proprio la settimana successiva i lariani liquidarono i molisani al Sinigaglia (3-0) andando in testa alla graduatoria, non lasciandola più (a parte la quindicesima giornata) fino al 20 maggio 1984 quando, in seguito alla sconfitta subìta a Lecce, con le conseguenti vittorie di Atalanta e Cremonese i lariani scivolarono al terzo posto. La cosa non complicò tuttavia i piani del Como che, con la vittoria casalinga contro la Cavese della domenica successiva (2-1), fu promossi in Serie A (dopo due anni tra i cadetti) insieme alle altre due lombarde.
Grande protagonista di questa stagione è stato Mauro Gibellini che ha segnato 10 reti in campionato, contribuendo al salto di categoria. A partire da questa stagione inizierà uno dei periodi più floridi della storia del Como, che durerà fino al 1990. Nella Coppa Italia il Como ha disputato prima del campionato l'ottavo girone di qualificazione, che ha promosso l'Ascoli e la Fiorentina agli ottavi di finale.

## Divise e sponsor
Lo sponsor tecnico per la stagione 1983-1984 fu Adidas, mentre lo sponsor ufficiale fu Mita.
| Casa | Trasferta | Alternativa |

## Rosa
| N. |                   | Ruolo | Calciatore           |
| -- | ----------------- | ----- | -------------------- |
|    | Italia (bandiera) | P     | Giuliano Giuliani    |
|    | Italia (bandiera) | P     | Simone Braglia       |
|    | Italia (bandiera) | D     | Massimo Albiero      |
|    | Italia (bandiera) | D     | Enrico Annoni        |
|    | Italia (bandiera) | D     | Pasquale Bruno       |
|    | Italia (bandiera) | D     | Stefano Maccoppi     |
|    | Italia (bandiera) | D     | Moreno Mannini       |
|    | Italia (bandiera) | D     | Marco Monza          |
|    | Italia (bandiera) | D     | Antonio Tempestilli  |
|    | Italia (bandiera) | C     | Giuseppe Maria Butti |
|    | Italia (bandiera) | C     | Giancarlo Centi      |

| N. |                   | Ruolo | Calciatore           |
| -- | ----------------- | ----- | -------------------- |
|    | Italia (bandiera) | C     | Domenico Di Carlo    |
|    | Italia (bandiera) | C     | Luca Danilo Fusi     |
|    | Italia (bandiera) | C     | Gianfranco Matteoli  |
|    | Italia (bandiera) | C     | Egidio Notaristefano |
|    | Italia (bandiera) | C     | Marino Palese        |
|    | Italia (bandiera) | C     | Claudio Sclosa       |
|    | Italia (bandiera) | C     | Giovanni Soncin      |
|    | Italia (bandiera) | C     | Enrico Todesco       |
|    | Italia (bandiera) | A     | Stefano Borgonovo    |
|    | Italia (bandiera) | A     | Mauro Gibellini      |

## Risultati

### Campionato

#### Girone di andata
| Arbitro: | Boschi (Parma) |

|            |           |             |
| Todesco 2’ | Marcatori | 58’ Cecconi |

| Arbitro: | Lombardo (Marsala) |

|  |           |                   |
|  | Marcatori | 58’ (aut.) Ottoni |

| Arbitro: | Coppetelli (Tivoli) |

|         |           |  |
| Fusi 8’ | Marcatori |  |

| Arbitro: | Pirandola (Lecce) |

|                          |           |  |
| Tovalieri 42’ Caputi 48’ | Marcatori |  |

| Arbitro: | Leni (Perugia) |

|                               |           |  |
| Fusi 59’ Gibellini 84’ (rig.) | Marcatori |  |

| Arbitro: | Ballerini (La Spezia) |

|           |           |  |
| Ronco 67’ | Marcatori |  |

| Arbitro: | Baldi (Roma) |

|             |           |  |
| Mannini 40’ | Marcatori |  |

| Arbitro: | Pezzella (Frattamaggiore) |

|                       |           |             |
| Tempestilli 1’ (aut.) | Marcatori | 27’ Todesco |

| Como 6 novembre 1983, ore 15.00 9ª giornata | Como               | 0 – 0 referto | Atalanta | Stadio Giuseppe Sinigaglia\| Arbitro: \| Lombardo (Marsala) \| |
| Arbitro:                                    | Lombardo (Marsala) |               |          |                                                                |

| Arbitro: | Vitali (Bologna) |

|                        |           |                                |
| Nastase 48’ Marino 86’ | Marcatori | 9’ Gibellini 82’ (aut.) Marino |

| Arbitro: | Leni (Perugia) |

|           |           |  |
| Butti 41’ | Marcatori |  |

| Arbitro: | Bergamo (Livorno) |

|                                    |           |  |
| Butti 24’ Sclosa 43’ Gibellini 52’ | Marcatori |  |

| Arbitro: | Facchin (Udine) |

|             |           |             |
| Bonesso 62’ | Marcatori | 88’ Todesco |

| Arbitro: | Bianciardi (Siena) |

|                      |           |             |
| Sclosa 3’ Palese 84’ | Marcatori | 86’ Fiorini |

| Cremona 18 dicembre 1983, ore 15.00 15ª giornata | Cremonese         | 0 – 0 referto | Como | Stadio Giovanni Zini\| Arbitro: \| Mattei (Macerata) \| |
| Arbitro:                                         | Mattei (Macerata) |               |      |                                                         |

| Arbitro: | Pellicanò (Reggio Calabria) |

|               |           |  |
| Gibellini 69’ | Marcatori |  |

| Arbitro: | Ballerini (La Spezia) |

|                   |           |              |
| Amodio 83’ (rig.) | Marcatori | 12’ Matteoli |

| Arbitro: | Pairetto (Torino) |

|                    |           |  |
| Gibellini 28’, 50’ | Marcatori |  |

| Arbitro: | Menicucci (Firenze) |

|                            |           |  |
| De Giorgis 24’ Dal Prà 90’ | Marcatori |  |

#### Girone di ritorno
| Arbitro: | Esposito (Torre del Greco) |

|             |           |                          |
| Cecconi 55’ | Marcatori | 12’ Maccoppi 27’ Mannini |

| Arbitro: | Pieri (Genova) |

|            |           |  |
| Mannini 4’ | Marcatori |  |

| Arbitro: | Redini (Pisa) |

|                    |           |                                          |
| Coppola 21’ (rig.) | Marcatori | 30’ Maccoppi 82’ Borgonovo 88’ Gibellini |

| Como 26 febbraio 1984, ore 15.00 23ª giornata | Como                 | 0 – 0 referto | Pescara | Stadio Giuseppe Sinigaglia\| Arbitro: \| Polacco (Conegliano) \| |
| Arbitro:                                      | Polacco (Conegliano) |               |         |                                                                  |

| Palermo 4 marzo 1984, ore 15.00 24ª giornata | Palermo          | 0 – 0 referto | Como | Stadio La Favorita\| Arbitro: \| D'Elia (Salerno) \| |
| Arbitro:                                     | D'Elia (Salerno) |               |      |                                                      |

| Arbitro: | Esposito (Torre del Greco) |

|             |           |  |
| Todesco 67’ | Marcatori |  |

| Arbitro: | Lanese (Messina) |

|           |           |               |
| Russo 21’ | Marcatori | 35’ Gibellini |

| Como 25 marzo 1984, ore 15.00 27ª giornata | Como              | 0 – 0 referto | Varese | Stadio Giuseppe Sinigaglia\| Arbitro: \| Angelelli (Terni) \| |
| Arbitro:                                   | Angelelli (Terni) |               |        |                                                               |

| Arbitro: | Longhi (Roma) |

|            |           |               |
| Magrin 17’ | Marcatori | 36’ Gibellini |

| Arbitro: | Ongaro (Rovigo) |

|                      |           |                                |
| Gibellini 41’ (rig.) | Marcatori | 15’ (aut.)Tempestilli 56’ Bivi |

| Arbitro: | Paparesta (Bari) |

|           |           |                          |
| Piras 64’ | Marcatori | 55’ Tempestilli 66’ Fusi |

| Arbitro: | Testa (Prato) |

|                          |           |  |
| Tacchi 22’ D'Ottavio 88’ | Marcatori |  |

| Arbitro: | Polacco (Conegliano) |

|             |           |  |
| Todesco 30’ | Marcatori |  |

| San Benedetto del Tronto 6 maggio 1984, ore 15.00 33ª giornata | Sambenedettese      | 0 – 0 referto | Como | Stadio Fratelli Ballarin\| Arbitro: \| Coppetelli (Tivoli) \| |
| Arbitro:                                                       | Coppetelli (Tivoli) |               |      |                                                               |

| Arbitro: | Lo Bello (Siracusa) |

|             |           |            |
| Todesco 23’ | Marcatori | 28’ Vialli |

| Arbitro: | Longhi (Roma) |

|             |           |  |
| Luperto 90’ | Marcatori |  |

| Arbitro: | Bergamo (Livorno) |

|                         |           |            |
| Todesco 77’ Albiero 84’ | Marcatori | 86’ Moscon |

| Arbitro: | Baldi (Roma) |

|                   |           |  |
| Traini 55’ (rig.) | Marcatori |  |

| Arbitro: | Lombardo (Marsala) |

|                                                               |           |                     |
| Matteoli 27’, 32’ (rig.) Todesco 40’ Borgonovo 61’ Sclosa 82’ | Marcatori | 89’ (rig.) De Falco |

### Coppa Italia

#### Ottavo girone
| Arbitro: | Lombardo (Marsala) |

|  |           |           |
|  | Marcatori | 44’ Juary |

| Arbitro: | Ongaro (Rovigo) |

|               |           |  |
| Gibellini 24’ | Marcatori |  |

| Pescara 28 agosto 1983 3ª giornata | Pescara              | 0 – 0 | Como | Stadio Adriatico\| Arbitro: \| Polacco (Conegliano) \| |
| Arbitro:                           | Polacco (Conegliano) |       |      |                                                        |

| Arbitro: | Pirandola (Lecce) |

|                             |           |           |
| Monelli 12’, 77’ Pulici 86’ | Marcatori | 51’ Butti |

| Arbitro: | Pairetto (Torino) |

|                                           |           |             |
| Todesco 15’ Matteoli 20’, 73’ Manarin 49’ | Marcatori | 37’ Orlandi |

## Statistiche

### Statistiche di squadra
| Competizione | Punti | In casa | In casa | In casa | In casa | In casa | In casa | In trasferta | In trasferta | In trasferta | In trasferta | In trasferta | In trasferta | Totale | Totale | Totale | Totale | Totale | Totale | DR  |
| Competizione | Punti | G       | V       | N       | P       | Gf      | Gs      | G            | V            | N            | P            | Gf           | Gs           | G      | V      | N      | P      | Gf     | Gs     | DR  |
| ------------ | ----- | ------- | ------- | ------- | ------- | ------- | ------- | ------------ | ------------ | ------------ | ------------ | ------------ | ------------ | ------ | ------ | ------ | ------ | ------ | ------ | --- |
| Serie B      | 48    | 19      | 13      | 5       | 1       | 26      | 7       | 19           | 4            | 9            | 6            | 15           | 19           | 38     | 17     | 14     | 7      | 41     | 26     | +15 |
| Coppa Italia | 5     | 3       | 2       | 0       | 1       | 5       | 2       | 2            | 0            | 1            | 1            | 1            | 3            | 5      | 2      | 1      | 2      | 6      | 5      | +1  |
| Totale       |       | 22      | 15      | 5       | 2       | 31      | 9       | 21           | 4            | 10           | 7            | 16           | 22           | 43     | 19     | 15     | 9      | 47     | 31     | +16 |

### Statistiche dei giocatori
| Giocatore        | Serie B  | Serie B | Serie B     | Serie B    | Coppa Italia | Coppa Italia | Coppa Italia | Coppa Italia | Totale   | Totale | Totale      | Totale     |
| Giocatore        | Presenze | Reti    | Ammonizioni | Espulsioni | Presenze     | Reti         | Ammonizioni  | Espulsioni   | Presenze | Reti   | Ammonizioni | Espulsioni |
| ---------------- | -------- | ------- | ----------- | ---------- | ------------ | ------------ | ------------ | ------------ | -------- | ------ | ----------- | ---------- |
| M. Albiero       | 34       | 1       | ?           | ?          | 5            | 0            | ?            | ?            | 39       | 1      | ?           | ?          |
| E. Annoni        | 2        | -3      | ?           | ?          | -            | -            | -            | -            | 2        | -3     | 0+          | 0+         |
| S. Borgonovo     | 16       | 2       | ?           | ?          | 5            | 0            | ?            | ?            | 21       | 2      | ?           | ?          |
| S. Braglia       | 3        | 0       | ?           | ?          | -            | -            | -            | -            | 3        | 0      | 0+          | 0+         |
| P. Bruno         | 26       | 0       | ?           | ?          | 5            | 0            | ?            | ?            | 31       | 0      | ?           | ?          |
| G. Butti         | 24       | 2       | ?           | ?          | 5            | 1            | ?            | ?            | 29       | 3      | ?           | ?          |
| G. Centi         | 28       | 0       | ?           | ?          | 5            | 0            | ?            | ?            | 33       | 0      | ?           | ?          |
| L. Fusi          | 37       | 3       | ?           | ?          | 4            | 0            | ?            | ?            | 41       | 3      | ?           | ?          |
| M. Gibellini     | 24       | 10      | ?           | ?          | 5            | 1            | ?            | ?            | 29       | 11     | ?           | ?          |
| G. Giuliani      | 36       | -23     | ?           | ?          | 5            | 0            | ?            | ?            | 41       | -23    | ?           | ?          |
| S. Maccoppi      | 14       | 2       | ?           | ?          | 5            | 0            | ?            | ?            | 19       | 2      | ?           | ?          |
| G. Manarin       | 20       | 0       | ?           | ?          | 4            | 1            | ?            | ?            | 24       | 1      | ?           | ?          |
| M. Mannini       | 36       | 3       | ?           | ?          | 4            | 0            | ?            | ?            | 40       | 3      | ?           | ?          |
| G. Matteoli      | 32       | 3       | ?           | ?          | 5            | 2            | ?            | ?            | 37       | 5      | ?           | ?          |
| M. Monza         | -        | -       | -           | -          | 2            | 0            | ?            | ?            | 2        | 0      | 0+          | 0+         |
| E. Notaristefano | 1        | 0       | ?           | ?          | -            | -            | -            | -            | 1        | 0      | 0+          | 0+         |
| M. Palese        | 38       | 1       | ?           | ?          | 1            | 0            | ?            | ?            | 39       | 1      | ?           | ?          |
| C. Sclosa        | 33       | 3       | ?           | ?          | 3            | 0            | ?            | ?            | 36       | 3      | ?           | ?          |
| A. Tempestilli   | 34       | 1       | ?           | ?          | 1            | 0            | ?            | ?            | 35       | 1      | ?           | ?          |
| E. Todesco       | 37       | 8       | ?           | ?          | 5            | 1            | ?            | ?            | 42       | 9      | ?           | ?          |